# Xanthorhoe vulgaris
Xanthorhoe vulgaris là một loài bướm đêm trong họ Geometridae.